# ریهیتو ایتاگاکی
ریهیتو ایتاگاکی (انگلیسی: Rihito Itagaki؛ زادهٔ ۲۸ ژانویهٔ ۲۰۰۲) بازیگر اهل ژاپن است. وی از سال ۲۰۱۲ میلادی تاکنون مشغول فعالیت بوده‌است.
از فیلم‌ها یا برنامه‌های تلویزیونی که وی در آن نقش داشته‌است می‌توان به کامن ریدر زی-او اشاره کرد.